# NGC 4996
NGC 4996 est une vaste galaxie lenticulaire située dans la constellation de la Vierge. Sa vitesse par rapport au fond diffus cosmologique est de 5 760 ± 23 km/s, ce qui correspond à une distance de Hubble de 85,0 ± 6,0 Mpc (∼277 millions d'al). NGC 4996 a été découverte par l'astronome allemand Albert Marth en 1864.

## Groupe de NGC 4999
NGC 4996 est un membre d'un trio de galaxie, le groupe de NGC 4999. Les deux autres galaxies sont NGC 4999 et UGC 8265 notée 1309+0056 dans l'article d'Abraham Mahtessian, une abréviation pour CGCG 1309.0+0056.